# Parafia Wszystkich Świętych w Szczytach
Parafia Wszystkich Świętych w Szczytach – parafia rzymskokatolicka, znajdująca się w archidiecezji częstochowskiej, w dekanacie Działoszyn.